# Fábio Santos
Fábio Santos, född 16 september 1985 i São Paulo, är en brasiliansk fotbollsspelare som spelar för Corinthians.